# 卡迪冰原島峰
77°13′S 142°51′W / 77.217°S 142.850°W
卡迪冰原島峰（英語：Cady Nunatak）是南極洲的冰原島峰，位於瑪麗伯德地，屬於福特山脈中阿拉格尼山脈的一部分，處於齊格勒山以東6公里，美國地質調查局根據測量和該國海軍的空中照片繪入地圖。